# St. Louis Film Critics Association Awards 2005
2. ročník předávání cen asociace St. Louis Film Critics Association se konal dne 8. ledna 2006.

## Vítězové a nominovaní

### Nejlepší film
Zkrocená hora
- Capote
- Těžká váha
- Nepohodlný
- Dobrou noc a hodně štěstí
- Match Point – Hra osudu
- Show začíná
- Syriana

### Nejlepší cizojazyčný film
Tsotsi • Jihoafrická republika
- 2046 • Čína
- Země zaslíbená • Norsko
- Pád Třetí říše • Německo
- Kung-fu mela • Čína
- Oldeuboi • Jižní Korea
- Ráj hned teď • Palestina
- Walk on Water • Izrael

### Nejlepší režie
Ang Lee – Zkrocená hora
- Woody Allen – Match Point – Hra osudu
- George Clooney – Dobrou noc a hodně štěstí
- David Cronenberg – Dějiny násilí
- Peter Jackson – King Kong
- Fernando Meirelles – Nepohodlný
- Frank Miller a Robert Rodriguez – Sin City – město hříchu
- Steven Spielberg – Mnichov

### Nejlepší scénář
Zkrocená hora – Larry McMurtry a Diana Ossana
- Snídaně na Plutu – Neil Jordan
- Capote – Dan Futterman
- Nepohodlný – Jeffrey Caine
- Crash– Paul Haggis a Bobby Moresco
- Dobrou noc a hodně štěstí – George Clooney a Grant Heslov
- Match Point – Hra osudu – Woody Allen
- Mnichov – Tony Kushner a Eric Roth

### Nejlepší herec v hlavní roli
Heath Ledger – Zkrocená hora
- Pierce Brosnan – Matador
- Russell Crowe – Těžká váha
- Ralph Fiennes – Nepohodlný
- Philip Seymour Hoffman – Capote
- Cillian Murphy – Snídaně na Plutu
- Joaquin Phoenix – Walk the Line
- David Strathairn – Dobrou noc a hodně štěstí

### Nejlepší herečka v hlavní roli
Judi Dench – Show začíná
- Claire Danesová – Jeden navíc
- Felicity Huffmanová – Transamerika
- Keira Knightley – Pýcha a předsudek
- Laura Linneyová – Sépie a velryba
- Gwyneth Paltrow – Důkaz
- Charlize Theron – Její případ
- Reese Witherspoonová – Walk the Line

### Nejlepší herec ve vedlejší roli
George Clooney – Syriana
- George Clooney – Dobrou noc a hodně štěstí
- Paul Giamatti – Těžká váha
- Jake Gyllenhaal – Zkrocená hora
- Bob Hoskins – Show začíná
- Greg Kinnear – Matador
- Oliver Platt – Casanova
- Mickey Rourke – Sin City – město hříchu

### Nejlepší herečka ve vedlejší roli
Rachel Weisz – Nepohodlný
- Amy Adams – Junebug
- Catherine Keener – Capote
- Shirley MacLaine – Zná ji jako svý boty
- Frances McDormandová – Její případ
- Sharon Wilkins – Palindromy
- Michelle Williamsová – Zkrocená hora
- Renée Zellweger – Těžká váha

### Nejlepší animovaný, muzikálový nebo komediální film
Nesvatbovi
- 40 let panic
- Mrtvá nevěsta Tima Burtona
- Madagaskar
- Matador
- Producenti
- Roboti
- Wallace & Gromit: Prokletí králíkodlaka

### Nejlepší kamera
King Kong
- Zkrocená hora
- Nepohodlný
- Dobrou noc a hodně štěstí
- Gejša
- Pýcha a předsudek
- Sin City – město hříchu
- Válka světů

### Nejlepší dokument
Putování tučňáků
- The Aristocrats
- Born into Brothels
- Enron: The Smartest Guys in the Room
- Grizzly Man
- Šílený žhavý tanec
- Murderball
- The Wild Parrots of Telegraph Hill

### Nejvíce přehlížený nebo originální a inovativní film
Sin City – město hříchu
- 2046
- The Dying Gaul
- Junebug
- Po krk v extázi
- Já a Ty a všichni ostatní
- Dare mo širanai
- Cucák